# Pontiac Grand Ville
Pontiac Grand Ville — полноразмерный автомобиль, выпускавшийся с 1971 по 1975 год подразделением Pontiac компании General Motors.

## Описание
Впервые Pontiac Grand Ville был представлен в ноябре 1970 года. Серийный выпуск начался в 1971 году. Автомобиль выпускался в кузовах двухдверное купе, четырёхдверный седан и двухдверный кабриолет.
До 1974 года автомобиль оснащался 7,5-литровым (455 кубических дюймов) бензиновым двигателем V8 с четырёхкамерным карбюратором, а в 1975 году автомобиль оснащался 6,6-литровым (400 кубических дюймов) бензиновым двигателем V8. В 1972 и 1974 годах автомобиль проходил рестайлинг.
К 1975 году было выпущено около 320000 экземпляров.

## Галерея

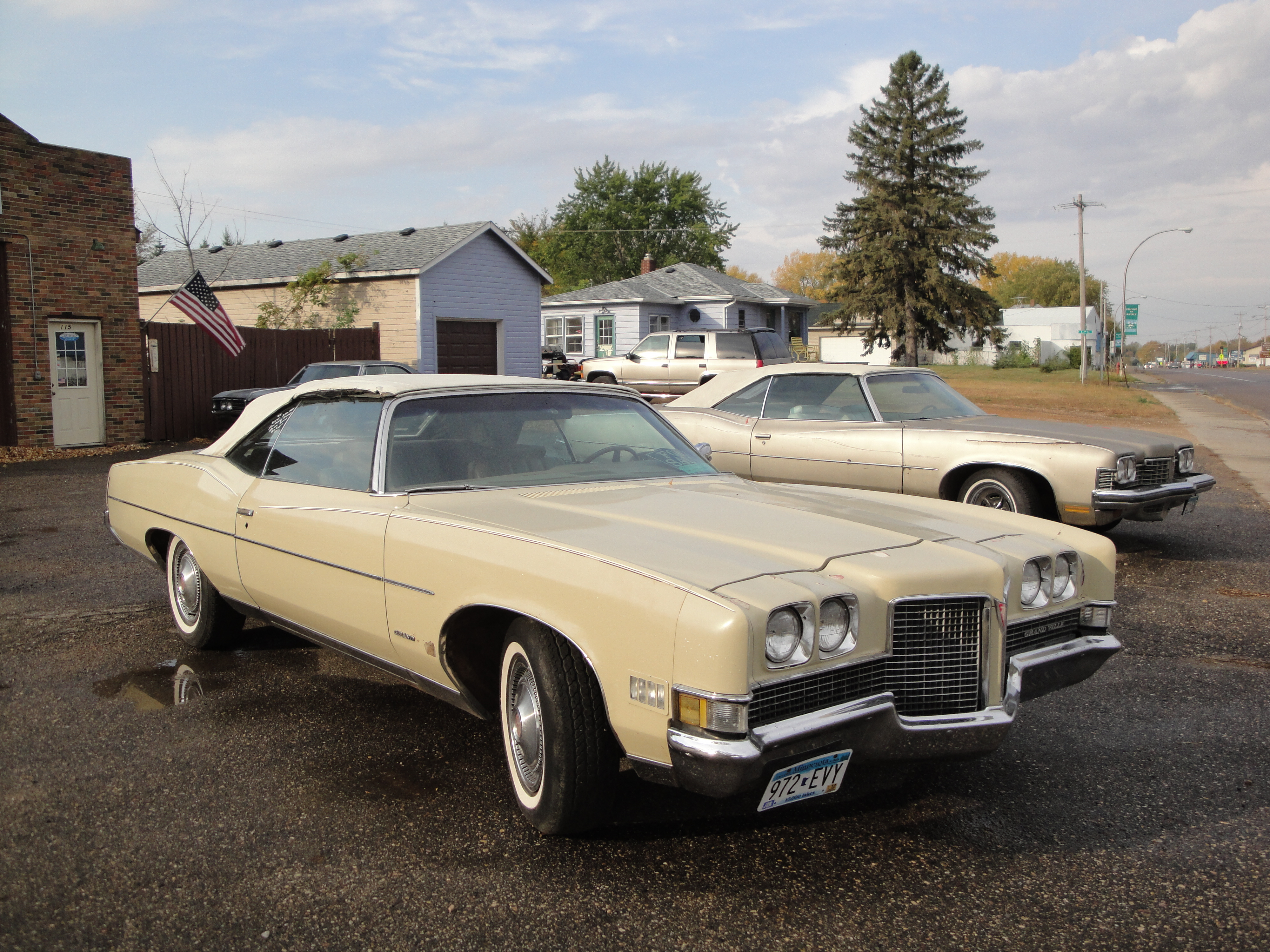
1971 Pontiac Grand Ville Convertible
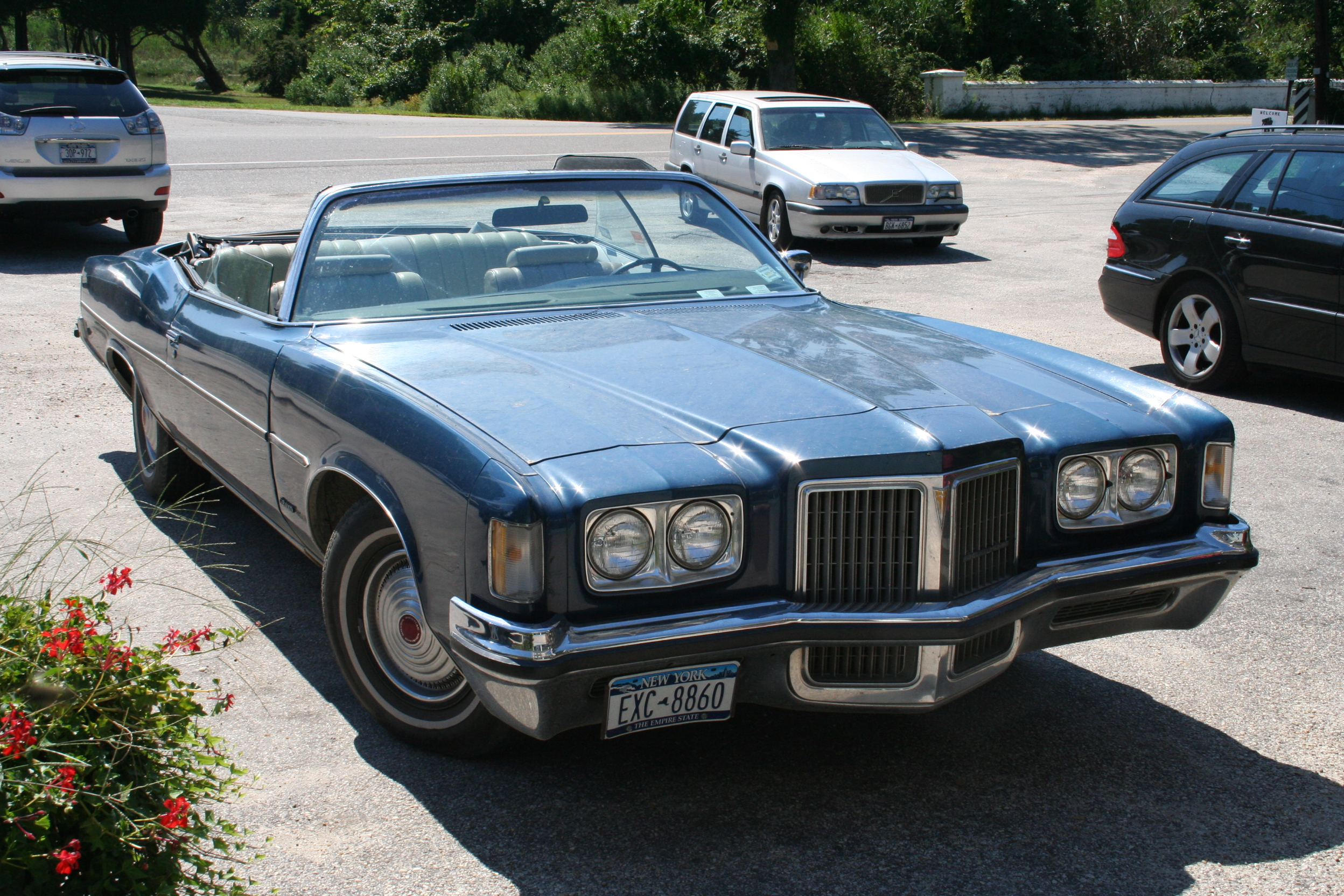
1972 Pontiac Grand Ville Convertible
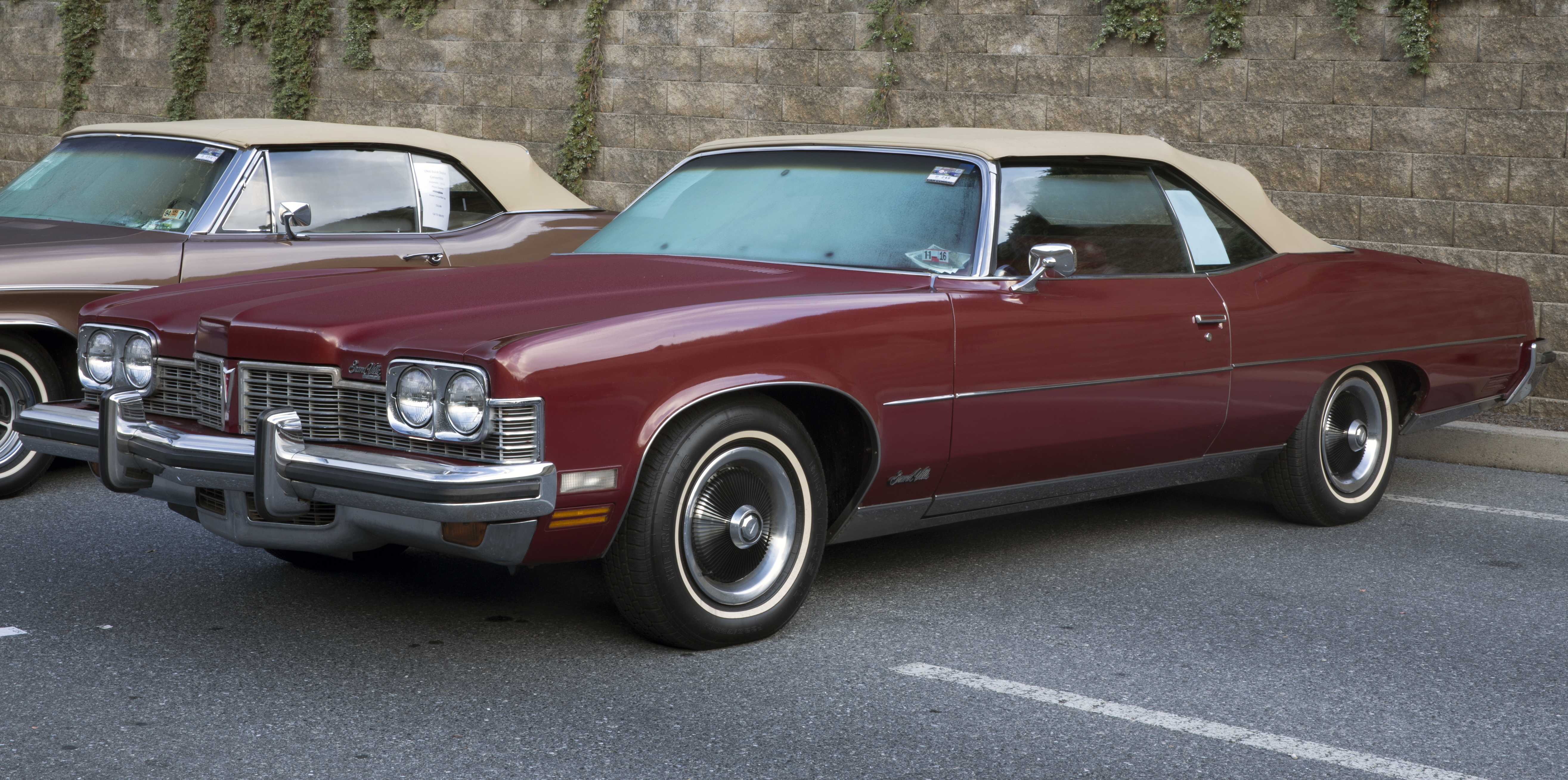
1973 Pontiac Grand Ville Convertible
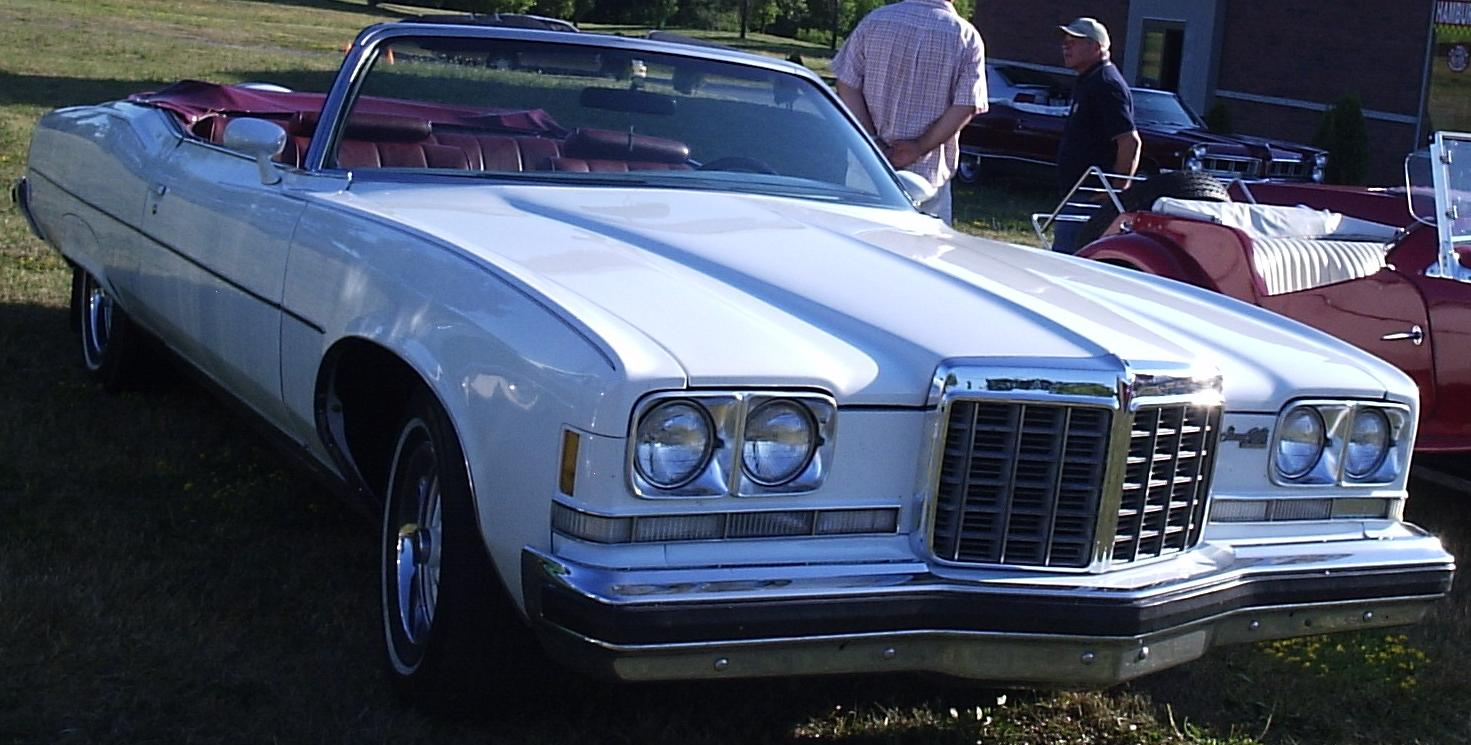
1974 Pontiac Grand Ville
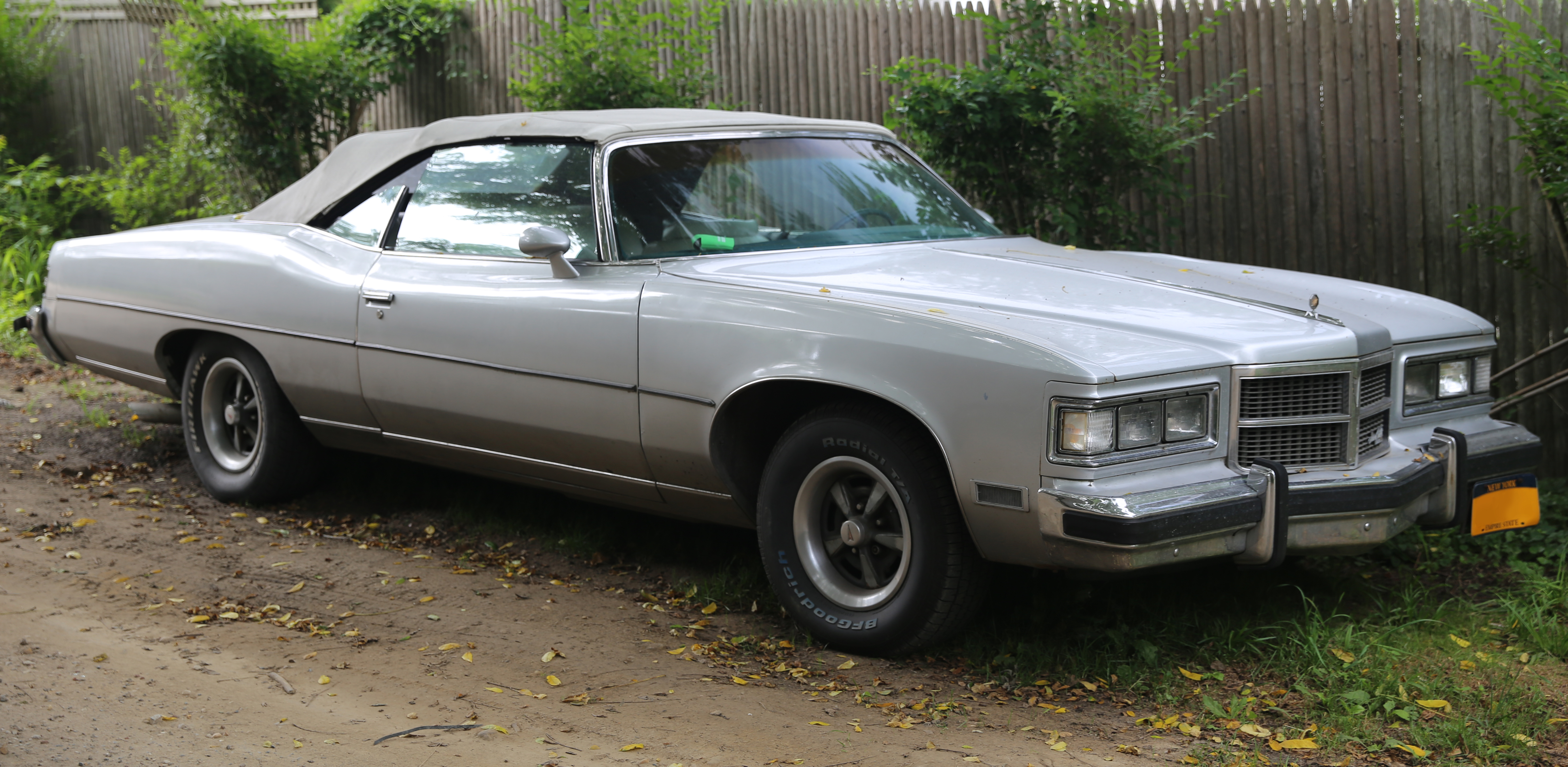
1975 Pontiac Grand Ville
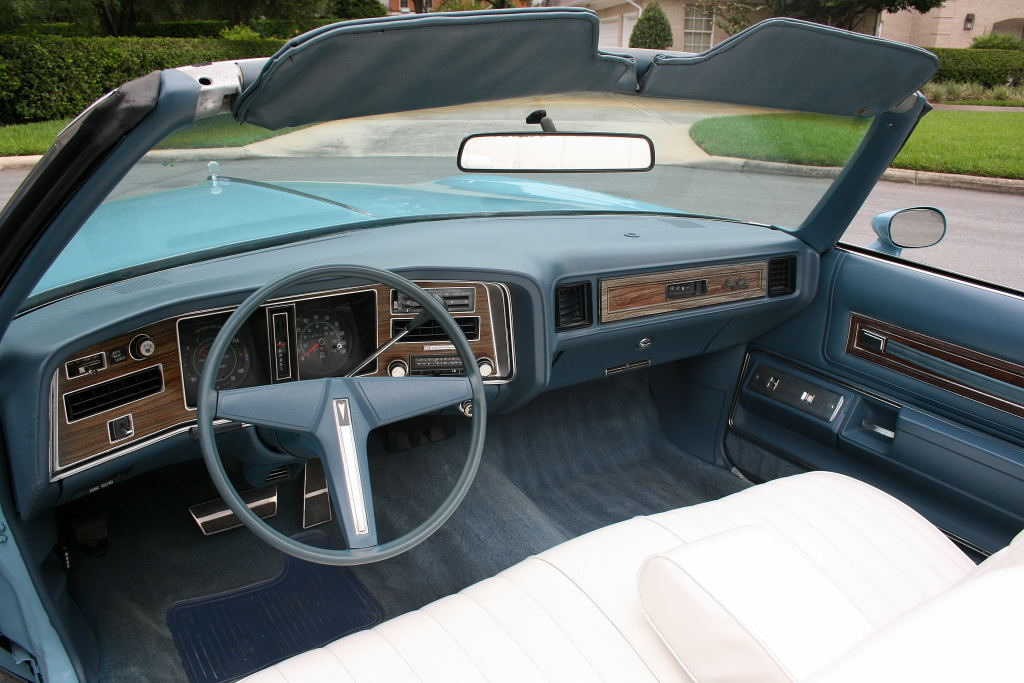
Интерьер (1975)

## Производственные показатели
|       | Седан   | Купе   | Кабриолет | Всего   |
| ----- | ------- | ------ | --------- | ------- |
| 1971  | 30,524  | 14,017 | 1,784     | 46,325  |
| 1972  | 41,346  | 19,852 | 2,213     | 63,411  |
| 1973  | 44,092  | 23,963 | 4,447     | 72,502  |
| 1974  | 21,714  | 11,631 | 3,000     | 36,345  |
| 1975  | 15,686  | 7,447  | 4,519     | 27,652  |
| Всего | 197,454 | 76,910 | 15,963    | 290,327 |